# Dépression de 1882-1885
La dépression de 1882-1885 ou récession de 1882-1885 est une contraction économique aux États-Unis qui a duré de mars 1882 à mai 1885, selon le National Bureau of Economic Research. Avec une durée de 38 mois, il s'agit de la troisième plus longue récession dans la chronologie des cycles économiques du NBER de 1854 à nos jours. Seules la Grande Dépression de 1929-1941 et la Longue Dépression de 1873-1879 ont été plus longues.